# Павлов, Александр Фёдорович (генерал-майор)
Александр Фёдорович Павлов (12 августа 1895, Санкт-Петербург — 7 мая 1975, Свердловск) — советский военачальник, Генерал-майор артиллерии (16 ноября 1943).

## Биография
Родился 12 августа 1895 года в Санкт-Петербурге.

### Военная служба

#### Первая мировая и гражданская войны
В 1916 году призван в ряды Русской Императорской армии и направлен на службу в ряды ВМФ, после чего принимал участие в боевых действиях в ходе Первой мировой войны.
В январе 1918 года вступил в ряды РККА, после чего был направлен красноармейцем 1-го экспедиционного отряда Балтийского флота, а в июле был назначен на должность помощника командира 4-го отдела Пермской батареи 3-й армии.
С февраля 1919 года Павлов служил в 21-й стрелковой дивизии на должностях начальника разведки 1-го легкоартиллерийского дивизиона и начальника разведки управления начальника артиллерии дивизии. Принимал участие в боевых действиях на Восточном фронте против войск под командованием адмирала А. В. Колчака в районе Воткинска, затем на реке Вятка, а с мая — на кунгурском и челябинском направлениях.
Осенью 1919 года дивизия была передислоцирована на Южный фронт, где в составе 9-й армии вела боевые действия против войск под командованием генерала А. И. Деникина, с апреля 1920 года принимала участие в ходе советско-польской войны на белостокском, гродненском и варшавском направлениях, а в 1921 году — в боевых действиях против бандитизма в районах Новониколаевска, Барнаула, Бийска и Семипалатинска.

#### Межвоенное время
После окончания войны Павлов продолжил служить в 21-й стрелковой дивизии, дислоцированной в Барнауле, на должностях помощника командира артиллерийского парка, начальника артиллерийского склада и начальник артиллерийского транспорта дивизии, с октября 1924 года — на должности помощника начальника штаба 21-го артиллерийского полка. В 1928 году экстерном закончил артиллерийское училище. С декабря 1930 года — на должности помощника начальника дивизиона этого полка.
В январе 1932 года Павлов переведён в 78-й артиллерийский полк, дислоцированный в Томске, где служил временно исполняющим должность командира дивизиона, а также начальником полковой школы и командиром дивизиона. В 1935 году закончил артиллерийские курсы усовершенствования командного состава.
В марте 1936 года назначен на должность начальника 3-го отделения отдела артиллерии Сибирского военного округа, в марте 1939 года — на должность помощника командира по строевой части 259-го гаубичного артиллерийского полка, в сентябре 1939 года — на должность командира 321-го легкоартиллерийского полка, дислоцированного в Ачинске, в марте 1940 года — на должность командира 338-го гаубичного артиллерийского полка, дислоцированного в Кемерове, а в мае 1941 года — на должность начальника артиллерии 178-й стрелковой дивизии, дислоцированной в Омске.

#### Великая Отечественная война
В начале Великой Отечественной войны дивизия была передислоцирована на запад, где была включена в состав 29-й армии, во время битвы под Москвой Павлов исполнял должность заместителя командира этой дивизии.
В июне 1942 года назначен на должность начальника артиллерийской группы войск резерва Калининского фронта, в сентябре — на должность заместителя начальника артиллерии 39-й армии, в январе 1943 года — на должность командира 7-й артиллерийской дивизии прорыва Резерва Верховного Главнокомандования, а в октябре 1944 года — на должность командира 9-го артиллерийского корпуса прорыва Резерва Верховного Главнокомандования, сформированного в сентябре 1944 года в составе Орловского военного округа, а затем включённого в состав 46-й армии 2-го Украинского фронта, после чего принимавшего участие в ходе Венской наступательной операции. В апреле 1945 года корпус был выведен в резерв фронта, а затем был включён в состав 53-й армии этого же фронта, после чего участвовал в Братиславско-Брновской и Пражской наступательных операциях.

#### Послевоенная карьера
После окончания войны продолжил командовать этим корпусом в составе Южной группы войск, а в октябре 1946 года был назначен на должность начальника Гороховецкого учебно-артиллерийского лагеря (Московский военный округ).
После окончания высших академических курсов при Артиллерийской академии имени Ф. Э. Дзержинского в июне 1949 года был назначен на должность начальника штаба Государственного центрального полигона МВС СССР, в июле 1951 года — на должность заместителя командующего артиллерией Горьковского военного округа, а в июне 1953 года — на должность заместителя командующего артиллерией Уральского военного округа. В январе 1956 года был откомандирован для прохождения дальнейшей службы в МВД СССР с исключением из списков личного состава армии.
Генерал-майор артиллерии Александр Фёдорович Павлов в 1958 году вышел в запас.
Умер 7 мая 1975 года в Свердловске. Похоронен на Широкореченском кладбище.

## Награды
- два ордена Ленина (21 июля 1944, 21 февраля 1945);
- пять орденов Красного Знамени (30 апреля 1943, 6 ноября 1943, 3 ноября 1944, ..., 24 июня 1948);
- орден Кутузова 2 степени (13 сентября 1944)[1];
- медали[2].